# بياتريس بونيت
بياتريس بونيت (بالإسبانية: Beatriz Bonnet)‏ هي ممثلة أرجنتينية، ولدت في 11 ديسمبر 1930 في الأرجنتين.

## وصلات خارجية
- بياتريس بونيت على موقع IMDb (الإنجليزية)
- بياتريس بونيت على موقع قاعدة بيانات الفيلم (الإنجليزية)